# Edaphosphäre
Die Edaphosphäre (von griechisch ἔδαφος edaphos Sitz, Grundlage, Boden) ist ein Begriff aus der Bodenkunde mit zwei Bedeutungen.

## Ökotopische Edaphosphäre
Innerhalb eines lokal abgegrenzten Ökosystems (Ökotop) bezeichnet die Edaphosphäre jene Bereiche des Bodens, in denen sich augenblicklich keine Pflanzenwurzeln befinden. Demzufolge werden diese Bodenbereiche von Pflanzen nicht unmittelbar beeinflusst. Zusammen mit der Rhizosphäre – jene Bodenbereiche unmittelbar anliegend und beeinflusst von Pflanzenwurzeln – bildet die ökotopische Edaphosphäre die Böden des Ökotops.
Ein Synonym für die ökotopische Edaphosphäre lautet Extrarhizosphäre.

## Globale Edaphosphäre
Die globale Edaphosphäre bezeichnet die Gesamtheit der Böden der Erde. Dieser erdsphärische Begriff wird sehr selten benutzt. Außerdem kann es zu Missverständnissen kommen wegen des Begriffs der ökotopischen Edaphosphäre – die ja nur einen Teil des Bodens in einem räumlich eng umfassten Gebiet meint.
Ein Synonym für die globale Edaphosphäre lautet Pedosphäre.